# Mimosa neptuniodes
Mimosa neptuniodes är en ärtväxtart som beskrevs av Carl Ernst Otto Kuntze. Mimosa neptuniodes ingår i släktet mimosor, och familjen ärtväxter. Inga underarter finns listade i Catalogue of Life.